# Rock Is Dead Tour
Il Rock is Dead Tour è stato un tour dei Marilyn Manson del 1999 svoltosi in Nord America, Giappone, Europa per pubblicizzare l'album Mechanical Animals.
Il tour è stato un rebrandind del Beautiful Monsters Tour, iniziato nel febbraio 1999 e interrotto in marzo, dopo sole due settimane, a causa dell'abbandono da parte dei co-headliner Hole.
Nel VHS God Is in the TV, pubblicato il 2 novembre 1999, compaiono un'ora di esibizioni dal vivo e di filmati dietro le quinte del tour.

## Scaletta del tour

### Nord America
1. Inauguration of the Mechanical Christ
2. The Reflecting God
3. Great Big White World
4. Get Your Gunn
5. Mechanical Animals
6. Sweet Dreams (Are Made of This)/Long Hard Road Out of Hell (Outro)
7. The Speed of Pain
8. Rock is Dead
9. The Dope Show
10. Lunchbox
11. I Don't Like the Drugs (But the Drugs Like Me)
12. Irresponsible Hate Anthem
13. Antichrist Superstar
14. The Beautiful People

### Europea/Asia
1. Inauguration of the Mechanical Christ
2. The Reflecting God
3. Great Big White World
4. Cake and Sodomy
5. Sweet Dreams (Are Made of This)/Long Hard Road Out of Hell (Outro)
6. Astonishing Panorama of the Endtimes
7. Rock is Dead
8. The Dope Show
9. Lunchbox
10. I Don't Like the Drugs (But the Drugs Like Me)
11. Rock 'n' Roll Nigger
12. The Beautiful People

## Formazione
Marilyn Manson
- Marilyn Manson: voce
- John 5: chitarra
- Twiggy Ramirez: basso
- Madonna Wayne Gacy: piano
- Ginger Fish: batteria